# Cmentarz żydowski w Kolbuszowej
Cmentarz żydowski w Kolbuszowej – powstał w 1830 (według innych źródeł w 1736) roku i był czynny do II wojny światowej. Na powierzchni 1,6 ha zachowało się około pięćdziesięciu kamiennych nagrobków z napisami w języku polskim, niemieckim i hebrajskim, z których najstarszy powstał w 1873 roku i kryje szczątki Johenna Spitze. Na cmentarzu znajdują się dwie zbiorowe mogiły około 1000 Żydów zabitych przez Niemców w latach okupacji. W 1988 przeprowadzono prace porządkowe polegające m.in. na postawieniu przewróconych nagrobków. W maju 2025 doszło do zawalenia fragmentu muru cmentarza. 